# فرقة النهار
فرقة النهار فرقة غنائية مصرية، كونها الموسيقي محمد نوح سنة 1974 بعد حرب أكتوبر 1973 ظهرت موجة جديدة من الأغاني وكان أول من ظهر بهذا الشكل الجديد هو  محمد نوح الذي تولي تقديم أغنيات وطنية حماسية، من أشهرها هي " مدد مدد مدد مدد شدي حيلك يا بلد"، وسرعان ما اشتهر نوح بأداءه الجديد، وصار له اسم وشهره كبيرة في ذلك الوقت، وسمى فرقته باسم فرقة النهار. وكان يغنى في معرض القاهرة الدولي وقت أن كان مقره مكان الأوبرا الحالية في الجزيرة، كما شارك في استاد القاهرة الدولي في مباريات تصفيات كأس العالم سنة 1978.

## ألبومات فرقة النهار
- لا تنسانا
- الصبر طيب

## أشهر أغاني فرقة النهار
- اشبهك بايه
- الشور شورك ياغزال
- الصبر طيب
- شيلى طرح الأحزان
- مدد مدد شيدى حيلك يابلد
- نرضى مانرضاش